# Kogilavadi, Piriyapatna
Kogilavadi là một làng thuộc tehsil Piriyapatna, huyện Mysore, bang Karnataka, Ấn Độ.